# فهرست آثار ملی شهرستان مرودشت
فهرست آثار ملی شهرستان مرودشت بخشی از آثار ملی استان فارس در ایران است.
آثار ثبت‌شده شهرستان در این فهرست شامل ۲۵۹ اثر است.

## فهرست
| کد ثبتی | نام                                  | شهر    | موقعیت جغرافیایی | طول و عرض جغرافیایی                                            | سال ثبت    | قدمت                                      | نگاره                                |
| ------- | ------------------------------------ | ------ | --- | -------------------------------------------------------------- | ---------- | ----------------------------------------- | ------------------------------------ |
| ۱۸      | محل استخر قدیم                       | مرودشت | ۳ کیلومتری حوالی تخت جمشید |                                                                | ۱۳۱۰/۰۶/۲۴ | هخامنشی ـ اشکانی (پارت) ـ ساسانی ـ اسلامی |                                      |
| ۱۹      | شهر هخامنشیان (مشهد مرغاب)/ پاسارگاد | مرودشت | مرودشت، پاسارگاد، مشهد مرغاب                                                                                                   |                                                                | ۱۳۱۰/۰۶/۲۴ | هخامنشی                                   | شهر هخامنشیان (مشهد مرغاب)/ پاسارگاد |
| ۲۰      | تخت جمشید                            | مرودشت | |                                                                | ۱۳۱۰/۰۶/۲۴ | هخامنشی                                   | تخت جمشید                            |
| ۲۱      | نقش رستم                             | مرودشت | شهرستان سقز، ۱۸ کیلومتری شمال شرقی دهستان گل تپه، روستای کوجه طلا                                                              | ۲۹°۵۹′۲۰″شمالی ۵۲°۵۲′۲۹″شرقی / ۲۹٫۹۸۸۸۸۹°شمالی ۵۲٫۸۷۴۷۲۲°شرقی  | ۱۳۱۰/۰۶/۲۴ | ساسانی                                    | نقش رستم                             |
| ۱۸      | ارامگاه اردشیر سوم                   | مرودشت | تخت جمشید |                                                                | ۱۳۱۰/۰۶/۲۴ | هخامنشی ـ اشکانی (پارت) ـ ساسانی ـ اسلامی |                                      |
| ۲۲      | نقش رجب                              | مرودشت | ۲ کیلومتری شمال غربی تخت جمشید                                                                                                 | ۲۹°۵۹′۱۷″شمالی ۵۲°۵۲′۱۶″شرقی / ۲۹٫۹۸۸°شمالی ۵۲٫۸۷۱°شرقی        | ۱۳۱۰/۰۶/۲۴ | ساسانی                                    | نقش رجب                              |
| ۱۸۳     | غار موسوم به شیخ علی                 | مرودشت | ۶۰۰متری دهات حاجی‌آباد، شمال غربی استخر                                                                                         |                                                                | ۱۳۱۱/۰۴/۱۸ | ساسانی                                    |                                      |
| ۱۸۹     | دو تپه کوچک بدون نام تل باکون الف    | مرودشت | ۲ کیلومتری جنوب تخت جمشید |                                                                | ۱۳۱۱/۰۴/۱۸ | پیش از تاریخ                              |                                      |
| ۵۶۰     | تپه چشمه علی‌آباد                     | مرودشت | بخش مرکزی، شمال کوه نقش رستم، روستای جلال‌آباد                                                                                  |                                                                | ۱۳۴۵/۰۵/۲۸ | هخامنشی ـ ساسانی                          |                                      |
| ۹۰۲     | بند امیر                             | مرودشت | جنوب شرقی مرودشت در قریه بند امیر                                                                                              |                                                                | ۱۳۴۹/۰۹/۰۹ | قرن ۴ (۳۶۵ ق)                             |                                      |
| ۹۲۹     | پل خان                               | مرودشت | روی رودخانه کر |                                                                | ۱۳۵۱/۰۸/۰۲ | صفویه                                     | پل خان                               |
| ۱۱۱۱    | کتیبه پهلوی تنگ خشک سیوند            | مرودشت | ۱۲ کیلومتری سیوند، بخش سعادت آباد                                                                                              |                                                                | ۱۳۵۴/۰۷/۰۷ | ساسانی                                    | کتیبه پهلوی تنگ خشک سیوند            |
| ۱۱۹۷    | آثار هخامنشی قره قلات                | مرودشت | سمت شرقی و خارج باغ‌های سیرون                                                                                                   |                                                                | ۱۳۵۴/۰۹/۱۰ | هخامنشی                                   |                                      |
| ۱۲۱۹    | ایوان قدمگاه                         | مرودشت | ۱۱۰ کیلومتری شیراز، شمال آبادی چاشت خوار                                                                                       |                                                                | ۱۳۵۴/۰۹/۱۰ | هخامنشی                                   | ایوان قدمگاه                         |
| ۱۲۲۰    | کتیبه‌های پهلوی تخت طاووس             | مرودشت | حاشیه شرقی خرابه‌های تخت طاووس                                                                                                  |                                                                | ۱۳۵۴/۰۹/۱۰ | ساسانی                                    |                                      |
| ۱۲۲۸    | کتیبه پهلوی چشمه عبدالله             | مرودشت | ۱۲ کیلومتری جنوب شرقی تخت جمشید                                                                                                |                                                                | ۱۳۵۴/۰۷/۰۷ | ساسانی                                    |                                      |
| ۱۲۵۴    | تل گپ کناره (تل بزرگ)                | مرودشت | ضلع جنوبی دهکده |                                                                | ۱۳۵۴/۰۹/۱۸ | تاریخی واسلامی                            |                                      |
| ۱۲۵۶    | تل یا تپه مادآبادی                   | مرودشت | ۱ کیلومتری ضلع جنوب غربی دهکده کو                                                                                              |                                                                | ۱۳۵۴/۰۹/۱۸ | پیش از تاریخ                              |                                      |
| ۱۲۵۷    | تل تیموران (تیمارون)                 | مرودشت | سمت غربی قریه کوشک |                                                                | ۱۳۵۵/۰۴/۲۸ | هزاره ۴ و ۳ ق. م                          |                                      |
| ۱۲۶۱    | تل یا تپه پیر کتانی                  | مرودشت | ۱ کیلومتری ضلع جنوب غربی ده کنار مرودشت                                                                                        |                                                                | ۱۳۵۵/۰۴/۲۸ | پیش از تاریخ ـ اسلامی                     |                                      |
| ۱۲۶۳    | تل بزرگ مقصودآباد یا تل هادی تل بردی | مرودشت | جنوب قریه مقصودآباد تخت جمشید                                                                                                  |                                                                | ۱۳۵۵/۰۴/۲۸ | هزاره دو ق‌م                               |                                      |
| ۱۲۶۴    | تپه یا تل قلعه حسن‌آباد               | مرودشت | فاصله کوتاهی از خرابه‌های استخر                                                                                                 |                                                                | ۱۳۵۵/۰۴/۲۸ | پیش از تاریخ ـ تاریخی                     |                                      |
| ۱۲۶۵    | تل یا تپه مراد                       | مرودشت | ۵۰۰ متری ضلع شمالی دهکده قلعه                                                                                                  |                                                                | ۱۳۵۵/۰۴/۲۸ | تاریخی                                    |                                      |
| ۱۲۶۶    | تپه قاسم‌آباد                         | مرودشت | سر راه سعادت آباد به علی‌آباد                                                                                                   |                                                                | ۱۳۵۵/۰۴/۲۸ | تاریخی                                    |                                      |
| ۱۲۶۷    | تل شقا                               | مرودشت | غرب تل جری الف و ب |                                                                | ۱۳۵۵/۰۴/۲۸ | پیش از تاریخ                              |                                      |
| ۱۲۶۸    | تل جری الف و ب                       | مرودشت | غرب قریه خیرآباد تخت جمشید |                                                                | ۱۳۵۵/۰۴/۲۸ | پیش از تاریخ                              |                                      |
| ۱۲۷۲    | تل گود کلاه سران                     | مرودشت | در وسط زراعتی علی‌آباد و کمین قرار دارد                                                                                         |                                                                | ۱۳۵۵/۰۴/۲۸ | تاریخی                                    |                                      |
| ۱۲۷۶    | تل یا تپه رشتی سیاه الف و ب          | مرودشت | شمال غربی بند امیر |                                                                | ۱۳۵۵/۰۴/۲۸ | هزاره ۴ ق‌م تا اسلامی                      |                                      |
| ۱۳۲۰    | مدرسه سعیدیه ارسنجان                 | مرودشت | بخش ارسنجان، کنار خیابان جدیدالاحداث                                                                                           | ۲۹°۵۴′۵۳″شمالی ۵۳°۱۸′۲۱″شرقی / ۲۹٫۹۱۴۶۳۹°شمالی ۵۳٫۳۰۵۸۵۷۲°شرقی | ۱۳۵۵/۱۰/۰۶ | صفویه (۱۰۸۵ق)                             | مدرسه سعیدیه ارسنجان                 |
| ۶۷۷۸    | بند فیض‌آباد                          | مرودشت | فارس، شهرستان مرودشت، روستای فیض آباد                                                                                          |                                                                | ۱۳۸۱/۱۰/۱۰ | سلجوقیان                                  |                                      |
| ۷۳۱۷    | تل اشکی                              | مرودشت | شهرستان مرودشت، روستای درود زن                                                                                                 |                                                                | ۱۳۸۱/۱۱/۱۲ | پیش از تاریخ                              |                                      |
| ۷۳۱۸    | غار بیزجان                           | مرودشت | شهرستان مرودشت، بخش درودزن، شمال روستای بیزجان                                                                                 |                                                                | ۱۳۸۱/۱۱/۱۲ | پیش از تاریخ                              |                                      |
| ۷۳۱۹    | تل مزاری                             | مرودشت | شهرستان مرودشت، بخش کامفیروز، دهستان خانیمن، جنوب روستای بکیان                                                                 |                                                                | ۱۳۸۱/۱۱/۱۲ | پیش از تاریخ                              |                                      |
| ۷۳۲۰    | تل آق تپه                            | مرودشت | شهرستان مرودشت، بخش مرکزی، دهستان رامجردیک، روستای فالونک                                                                      |                                                                | ۱۳۸۱/۱۱/۱۲ | پیش از تاریخ                              |                                      |
| ۷۳۲۱    | تل برج                               | مرودشت | شهرستان مرودشت، بخش درودزن، روستای شهرک                                                                                        |                                                                | ۱۳۸۱/۱۱/۱۲ | اسلامی                                    |                                      |
| ۷۳۲۲    | تل امامزاده شاه غیب                  | مرودشت | شهرستان مرودشت، بخش مرکزی، دهستان رامجردیک، شرق روستای قاسم‌آباد                                                                |                                                                | ۱۳۸۱/۱۱/۱۲ | اسلامی                                    |                                      |
| ۷۳۴۴    | تل قدمگاه                            | مرودشت | شهرستان مرودشت، بخش درودزن، دهستان درودزن، ۵ کیلومتری شمال روستای درودزن                                                       |                                                                | ۱۳۸۱/۱۱/۱۲ | پیش از تاریخ                              |                                      |
| ۹۷۸۱    | غار گاوی                             | مرودشت | شهرستان مرودشت، ابتدای پل خان، جاده پتروشیمی، کوه سبز، محل اتصال رودکر وسیوند                                                  |                                                                | ۱۳۸۲/۰۶/۱۱ | پارینه سنگی                               |                                      |
| ۹۸۳۲    | غار سیوند                            | مرودشت | شهرستان مرودشت، ۸ کیلومتری شمال شرقی سیوند و دو کیلومتری غرب جاده آسفالته سیوند به سعادت شهر                                   |                                                                | ۱۳۸۲/۰۶/۱۱ | پیش از تاریخ                              |                                      |
| ۹۸۳۳    | غار انجیره                           | مرودشت | شهرستان مرودشت، ۷ کیلومتری شمال شرق سعادت شهر درکوه انجیره، کنار جاده آسفالت سعادت شهر، قادرآباد                               |                                                                | ۱۳۸۲/۰۶/۱۱ | پیش از تاریخ                              |                                      |
| ۹۸۳۴    | غار شاه مردان                        | مرودشت | شهرستان مرودشت، ۱۶ کیلومتری شمال شرق سیوند، جنوب روستای قوام آباد، غرب تنگه شاه مردان                                          | ۳۰°۰۳′۳۱″شمالی ۵۳°۰۱′۳۶″شرقی / ۳۰٫۰۵۸۶۷۶°شمالی ۵۳٫۰۲۶۶۲۶°شرقی  | ۱۳۸۲/۰۶/۱۱ | پیش از تاریخ                              |                                      |
| ۱۰۵۲۵   | غار حاجی‌آباد شماره ۱                 | مرودشت | شهرستان مرودشت، یک کیلومتری شرق مجموعه تاریخی نقش رستم و ۱/۵ کیلومتری شمال روستای حاجی‌آباد                                     |                                                                | ۱۳۸۲/۰۸/۰۲ | میان سنگی (زارزین)                        |                                      |
| ۱۰۵۲۶   | غار آهو چر                           | مرودشت | ۳ کیلومتری جنوب شرقی مرودشت، بردامنه کوه سینه آفتاب، ۳۰ متری جاده آسفالت مرودشت، اوزن دره                                      |                                                                | ۱۳۸۲/۰۸/۰۲ | میان سنگی (زارزین)                        |                                      |
| ۱۰۵۲۷   | غار دولت‌آباد                         | مرودشت | ۳۵ کیلومتری شمال شرقی مرودشت، غرب جاده رامجرد، یک کیلومتری شمال شرقی روستای دولت‌آباد                                           |                                                                | ۱۳۸۲/۰۸/۰۲ | پارینه سنگی                               |                                      |
| ۱۰۵۲۸   | غار سیاه                             | مرودشت | ۱۳ کیلومتری شمال غرب شهرستان مرودشت در کوه سبز آفتاب گندشلو، شمال روستای کوه سبز                                               |                                                                | ۱۳۸۲/۰۸/۰۲ | پارینه سنگی                               |                                      |
| ۱۰۵۲۹   | غار چرخو                             | مرودشت | شهرستان مرودشت، بخش درودزن، ۸۰۰ متری جنوب جاده مرودشت به درود زن، روستای جشنیان                                                |                                                                | ۱۳۸۲/۰۸/۰۲ | نوسنگی                                    |                                      |
| ۱۰۵۳۰   | غار شاه سلمان                        | مرودشت | شهرستان مرودشت، بخش مرکزی، ۱/۵ کیلومتری محوطه تاریخی نقش رستم و ۲/۵ کیلومتری روستای حاجی‌آباد                                   |                                                                | ۱۳۸۲/۰۸/۰۲ | فراپارینه سنگی (زارزین)                   |                                      |
| ۱۰۵۳۱   | غار سینه آفتاب شماره ۱               | مرودشت | ۵ کیلومتری شمال شرقی مرودشت، جنوب کارخانه پتروشیمی، ۵ کیلومتری رودخانه کر، درکوه سینه آفتاب گندشلو                             |                                                                | ۱۳۸۲/۰۸/۰۲ | پارینه سنگی                               |                                      |
| ۱۰۵۳۲   | غار سینه آفتاب شماره ۲               | مرودشت | ۶ کیلومتری شمال شرقی شهرستان مرودشت، جنوب جاده آسفالته مرودشت رامجرد و جنوب کارخانه پتروشیمی                                   |                                                                | ۱۳۸۲/۰۸/۰۲ | پیش از تاریخ                              |                                      |
| ۱۰۵۳۳   | غار حاجی‌آباد شماره ۲                 | مرودشت | شهرستان مرودشت، یک کیلومتری شرق نقش رستم، دو کیلومتری شمال روستای حاجی‌آباد                                                     |                                                                | ۱۳۸۲/۰۸/۰۲ | فراپارینه سنگی (زارزین)                   |                                      |
| ۱۰۵۳۴   | غار کوه سبز                          | مرودشت | ۱۳ کیلومتری شمال غرب مرودشت و در کوه سینه آفتاب گند شلو و غرب روستای کوه سبز                                                   |                                                                | ۱۳۸۲/۰۸/۰۲ | پیش از تاریخ                              |                                      |
| ۱۰۵۳۵   | پناهگاه صخره‌ای نقش رستم ۱            | مرودشت | شهرستان مرودشت، ۷۰۰ متری شمال شرقی محوطه تاریخی نقش رستم و دو کیلومتری شمال رودخانه سیوند                                      |                                                                | ۱۳۸۲/۰۸/۰۲ | فراپارینه سنگی (زارزین)                   |                                      |
| ۱۰۵۳۶   | غار نقش رستم دو                      | مرودشت | شهرستان مرودشت، ۱/۵ کیلومتری شمال شرقی محوطه تاریخی نقش رستم، دو کیلومتری شمال رودخانه سیوند                                   |                                                                | ۱۳۸۲/۰۸/۰۲ | فراپارینه سنگی (زارزین)                   |                                      |
| ۱۰۵۳۷   | تل امامزاده محمد                     | مرودشت | شهرستان مرودشت، بخش درود زن، ۳ کیلومتری جنوب روستای درود زن، ۳۰۰ متری شمال پاسگاه انتظامی درود زن                              |                                                                | ۱۳۸۲/۰۸/۰۲ | پیش از تاریخ                              |                                      |
| ۱۰۵۳۸   | غار انجیر شاهیجان شماره ۳            | مرودشت | ۶ کیلومتری شمال شرقی مرودشت و شمال شرقی روستای شاهیجان علیا در کوه زکه                                                         |                                                                | ۱۳۸۲/۰۸/۰۲ | پارینه سنگی جدید ـ میان سنگی (زارزین)     |                                      |
| ۱۰۵۳۹   | غار انجیر شاهیجان شماره ۲            | مرودشت | ۶ کیلومتری شمال شرقی مرودشت، شمال شرقی روستای شاهیجان علیا و یک کیلومتری جنوب جاده رامجرد، بیضاء                               |                                                                | ۱۳۸۲/۰۸/۰۲ | پارینه سنگی جدید (برادوستین)              |                                      |
| ۱۰۵۴۰   | غار اوزن دره                         | مرودشت | ۱۳ کیلومتری شمال غرب مرودشت و شمال روستای اوزن دره                                                                             |                                                                | ۱۳۸۲/۰۸/۰۲ | میان سنگی (زارزین)                        |                                      |
| ۱۰۵۴۱   | غار کمر زرد                          | مرودشت | ۲۰ کیلومتری شمال غرب مرودشت و شمال شرقی روستای کمر زرد و بردامنه کوه سینه آفتاب                                                |                                                                | ۱۳۸۲/۰۸/۰۲ | پیش از تاریخ                              |                                      |
| ۱۰۵۴۲   | پناهگاه صخره‌ای انجیر شاهیجان         | مرودشت | ۶۰ کیلومتری شمال شرق مرودشت، شمال غربی روستای شاهیجان علیا و شمالشرقی روستای شاهیجان سفلی                                      |                                                                | ۱۳۸۲/۰۸/۰۲ | پیش از تاریخ                              |                                      |
| ۱۱۷۴۳   | تل سبز مرودشت                        | مرودشت | مرودشت، حدفاصل خیابانهای سعدی، رسالت و فردوسی، درون بافت مسکونی                                                                |                                                                | ۱۳۸۳/۱۲/۲۴ | هزاره دو و۱ ق‌م                            |                                      |
| ۱۲۷۷۲   | معدن کوه رحمت ۲                      | مرودشت | شهرستان مرودشت، بخش مرکزی، روستای کناره، شرق جاده فرعی تخت جمشیدبه جاده اصلی اصفهان، شیراز                                     |                                                                | ۱۳۸۴/۰۵/۱۹ | هخامنشی                                   |                                      |
| ۱۲۷۷۳   | معدن کوه رحمت ۱                      | مرودشت | شهرستان مرودشت، بخش مرکزی، روستای کناره، شمال شهراستخر                                                                         |                                                                | ۱۳۸۴/۰۵/۱۹ | هخامنشی                                   |                                      |
| ۱۲۷۷۴   | معدن سنگ مجدآباد                     | مرودشت | شهرستان مرودشت، بخش رامجرد، روستای مجدآباد                                                                                     |                                                                | ۱۳۸۴/۰۵/۱۹ | هخامنشی                                   |                                      |
| ۱۲۷۷۵   | معدن کوه حسین ۳                      | مرودشت | شهرستان مرودشت، بخش خفرک سفلی، دهستان زنگی آباد، روستای حاجی‌آباد، ۱۰ کیلومتری شمال تخت جمشید                                   |                                                                | ۱۳۸۴/۰۵/۱۹ | هخامنشی                                   |                                      |
| ۱۲۷۷۶   | معدن سنگ کوه حسین ۲                  | مرودشت | شهرستان مرودشت، بخش خفرک سفلی، دهستان زنگی آباد، روستای حاجی‌آباد، غرب نقش رستم                                                 |                                                                | ۱۳۸۴/۰۵/۱۹ | هخامنشی                                   |                                      |
| ۱۲۷۷۷   | معدن سنگ کوه حسین ۱                  | مرودشت | شهرستان مرودشت، بخش خفرک سفلی، دهستان زنگی آباد، روستای حاجی‌آباد، ۱۵ کیلومتری شمال تخت جمشید                                   |                                                                | ۱۳۸۴/۰۵/۱۹ | هخامنشی                                   |                                      |
| ۱۲۷۷۸   | معدن سنگ کوه رحمت ۴                  | مرودشت | شهرستان مرودشت، بخش مرکزی، روستای کناره، شمال غربی تختگاه تخت جمشید                                                            |                                                                | ۱۳۸۴/۰۵/۱۹ | هخامنشی                                   |                                      |
| ۱۲۷۷۹   | معدن سنگ کوه رحمت ۳                  | مرودشت | شهرستان مرودشت، بخش مرکزی، روستای کناره، شمال غرب تخت جمشید                                                                    |                                                                | ۱۳۸۴/۰۵/۱۹ | هخامنشی                                   |                                      |
| ۱۲۷۸۰   | معدن کوه سیوند                       | مرودشت | شهرستان مرودشت، بخش خفرک سفلی، دهستان سیدان، روستای سیوند، ۳۵ کیلومتری شمال تخت جمشید                                          |                                                                | ۱۳۸۴/۰۵/۱۹ | هخامنشی                                   |                                      |
| ۱۳۲۹۶   | غار تاقی                             | مرودشت | شهرستان مرودشت ۵ کیلومتری شرق سعادت شهر                                                                                        |                                                                | ۱۳۸۴/۰۵/۲۲ | پیش از تاریخ ـ تاریخی                     |                                      |
| ۱۳۳۲۲   | استودان پوزه پیرزن                   | مرودشت | شهرستان مرودشت، بخش سیدان، دهستان خفرک علیا، روستای فاروق                                                                      |                                                                | ۱۳۸۴/۰۵/۲۲ | ساسانی                                    |                                      |
| ۱۳۳۲۳   | تپه گبری روستای جلیان                | مرودشت | شهرستان مرودشت، بخش مرکزی، نزدیک روستای جلیان                                                                                  |                                                                | ۱۳۸۴/۰۵/۲۲ | اسلامی                                    |                                      |
| ۱۳۳۲۴   | تپه قلعه فاروق                       | مرودشت | شهرستان مرودشت، بخش سیدان، ابتدای جاده سیدان، فاروق                                                                            |                                                                | ۱۳۸۴/۰۵/۲۲ | پیش از تاریخ                              |                                      |
| ۱۳۳۲۵   | تپه دروازه                           | مرودشت | شهرستان مرودشت، بخش مرکزی، روستای رجاآباد                                                                                      | ۳۵°۳۴′۲۰″شمالی ۵۳°۲۳′۴۶″شرقی / ۳۵٫۵۷۲۲۶۹°شمالی ۵۳٫۳۹۶۰۴۹°شرقی  | ۱۳۸۴/۰۵/۲۲ | تاریخی ـ اسلامی                           |                                      |
| ۱۳۳۲۶   | تپه قبرستان محمدآباد                 | مرودشت | شهرستان مرودشت، بخش مرکزی، نرسیده به دوراهی محمدآباد، نزدیک باسکول                                                             |                                                                | ۱۳۸۴/۰۵/۲۲ | اسلامی                                    |                                      |
| ۱۳۳۲۷   | تپه مشتری                            | مرودشت | شهرستان مرودشت، بخش خفرک علیا، ۱/۵ کیلومتری شمال شرق روستای کره‌ای                                                              |                                                                | ۱۳۸۴/۰۵/۲۲ | ساسانی ـ اسلامی                           |                                      |
| ۱۳۳۲۸   | تپه مامالیس دو                       | مرودشت | شهرستان مرودشت، بخش مرکزی، شمال غرب روستای تاج آباد                                                                            |                                                                | ۱۳۸۴/۰۵/۲۲ | پیش از تاریخ                              |                                      |
| ۱۳۳۲۹   | گوردخمه‌های تخت طاووس دو              | مرودشت | شهرستان مرودشت، بخش خفرک علیا، روستای حاجی‌آباد، جنوب شرق استخر                                                                 |                                                                | ۱۳۸۴/۰۵/۲۲ | ساسانی                                    |                                      |
| ۱۳۳۳۰   | محوطه باستانی رجاآباد                | مرودشت | شهرستان مرودشت، بخش کمین، روستای رجا آباد                                                                                      |                                                                | ۱۳۸۴/۰۵/۲۲ | اسلامی                                    |                                      |
| ۱۳۳۳۱   | استودان شول                          | مرودشت | شهرستان مرودشت، بخش مرکزی، روستای شول                                                                                          |                                                                | ۱۳۸۴/۰۵/۲۲ | ساسانی                                    |                                      |
| ۱۳۳۳۲   | گور دخمه‌های تخت طاووس یک             | مرودشت | شهرستان مرودشت، بخش خفرک علیا، روستای حاجی‌آباد، جنوب شرق استخر                                                                 |                                                                | ۱۳۸۴/۰۵/۲۲ | ساسانی                                    |                                      |
| ۱۳۳۳۳   | استودان بنی یکه                      | مرودشت | شهرستان مرودشت، بخش مرکزی، کنار روستای بنی یکه                                                                                 |                                                                | ۱۳۸۴/۰۵/۲۲ | ساسانی                                    |                                      |
| ۱۳۳۳۴   | تپه نقاره خانه                       | مرودشت | شهرستان مرودشت، بخش مرکزی، دهستان محمدآباد، نرسیده به سراه محمد آبادبه شمس‌آباد                                                 |                                                                | ۱۳۸۴/۰۵/۲۲ | تاریخی ـ اسلامی                           |                                      |
| ۱۳۳۳۵   | تپه مر                               | مرودشت | شهرستان مرودشت، بخش سیدان، دهستان رحمت، روستای کره‌ای                                                                           |                                                                | ۱۳۸۴/۰۵/۲۲ | ساسانی                                    |                                      |
| ۱۳۳۳۶   | استودان‌های حاجی‌آباد                  | مرودشت | شهرستان مرودشت، بخش مرکزی، دهستان نقش رستم، روستای حاجی‌آباد                                                                    |                                                                | ۱۳۸۴/۰۵/۲۲ | ساسانی                                    |                                      |
| ۱۳۳۳۷   | تپه ترگل                             | مرودشت | شهرستان مرودشت، بخش مرکزی، نزدیک روستای جلیان                                                                                  |                                                                | ۱۳۸۴/۰۵/۲۲ | قرون میانه اسلامی                         |                                      |
| ۱۳۳۳۸   | استودان‌های تنگ زندان                 | مرودشت | شهرستان مرودشت، بخش مرکزی، ۲۵۰ جنوب جاده آسفالته عزیزبه شمس‌آباد                                                                |                                                                | ۱۳۸۴/۰۵/۲۲ | ساسانی                                    |                                      |
| ۱۳۳۳۹   | تپه بزرگ عباس‌آباد                    | مرودشت | شهرستان مرودشت، بخش خفرک علیا، روستای عباس‌آباد                                                                                 |                                                                | ۱۳۸۴/۰۵/۲۲ | اسلامی                                    |                                      |
| ۱۳۳۴۰   | تخت گوهر                             | مرودشت | شهرستان مرودشت، بخش مرکزی، روستای زنگی آباد                                                                                    |                                                                | ۱۳۸۴/۰۵/۲۲ | هخامنشی                                   |                                      |
| ۱۳۳۴۱   | تپه سبز (دولت‌آباد)                   | مرودشت | شهرستان مرودشت، بخش مرکزی، ۲۵۰ م جنوب روستای دولت‌آباد                                                                          |                                                                | ۱۳۸۴/۰۵/۲۲ | قرون متأخر اسلامی                         |                                      |
| ۱۳۳۴۲   | گوردخمه آخوررستم                     | مرودشت | شهرستان مرودشت، بخش مرکزی، روستای عزآباد                                                                                       |                                                                | ۱۳۸۴/۰۵/۲۲ | ساسانی                                    |                                      |
| ۱۳۳۴۳   | تپه‌های رفیع‌آباد                      | مرودشت | شهرستان مرودشت، بخش مرکزی، نزدیک روستای حاجی‌آباد، حومه نقش رستم                                                                |                                                                | ۱۳۸۴/۰۵/۲۲ | اسلامی                                    |                                      |
| ۱۳۳۴۴   | قبرستان حسن‌آباد کمین                 | مرودشت | شهرستان مرودشت، بخش کمین، روستای حسن‌آباد                                                                                       |                                                                | ۱۳۸۴/۰۵/۲۲ | قاجاریه                                   |                                      |
| ۱۳۳۴۵   | تپه صدرآباد شمالی                    | مرودشت | شهرستان رود شت، بخش مرکزی، شمال غرب روستای صدرآباد                                                                             |                                                                | ۱۳۸۴/۰۵/۲۲ | اسلامی                                    |                                      |
| ۱۳۳۴۶   | محوطه باستانی کفر                    | مرودشت | شهرستان مرودشت، بخش مرکزی، غرب روستای کفر                                                                                      |                                                                | ۱۳۸۴/۰۵/۲۲ | اسلامی                                    |                                      |
| ۱۳۳۴۷   | تپه گپ گل مکان                       | مرودشت | شهرستان مرودشت، بخش ابرج، ۴۰۰م جنوب روستای گل مکان                                                                             |                                                                | ۱۳۸۴/۰۵/۲۲ | اسلامی                                    |                                      |
| ۱۳۳۴۸   | محوطه باستانی عزآباد                 | مرودشت | شهرستان مرودشت، بخش مرکزی، دهستان محمدآباد، روستای عزآباد                                                                      |                                                                | ۱۳۸۴/۰۵/۲۲ | تاریخی ـ اسلامی                           |                                      |
| ۱۳۳۴۹   | استودان‌های گرم‌آباد                   | مرودشت | شهرستان مرودشت، بخش ابرج، شمال شرق روستای گرم آباد                                                                             |                                                                | ۱۳۸۴/۰۵/۲۲ | ساسانی                                    |                                      |
| ۱۳۳۵۰   | تپه چهار طاق (رحیم)                  | مرودشت | شهرستان مرودشت، بخش مرکزی، دهستان خضرک علیا، یک کیلومتری روستای چهار طاق                                                       |                                                                | ۱۳۸۴/۰۵/۲۲ | تاریخی ـ اسلامی                           |                                      |
| ۱۳۳۵۱   | غار شول                              | مرودشت | شهرستان مرودشت، بخش مرکزی، روستای شول، دامنه غربی کوه حسین                                                                     |                                                                | ۱۳۸۴/۰۵/۲۲ | پیش از تاریخ ـ تاریخی                     |                                      |
| ۱۳۵۰۳   | استودانهای نقش رستم                  | مرودشت | شهرستان مرودشت، بخش مرکزی، دهستان نقش رستم، ۲۰۰ م شمال شرق نقش رستم                                                            |                                                                | ۱۳۸۴/۰۷/۲۳ | ساسانی                                    |                                      |
| ۱۳۵۰۴   | تپه روباهی                           | مرودشت | شهرستان مرودشت، بخش مرکزی، دهستان محمدآباد، ۷۰۰ م شمال غرب روستای مقصود آباد                                                   |                                                                | ۱۳۸۴/۰۷/۲۳ | هزاره ۵ و۶ ق م                            |                                      |
| ۱۳۵۰۵   | آثارکف کاخ                           | مرودشت | شهرستان مرودشت، بخش مرکزی، دهستان کناره، بعد از میدان تخت جمشید، روبروی گردان ضربت                                             |                                                                | ۱۳۸۴/۰۷/۲۳ | هخامنشی                                   |                                      |
| ۱۳۵۰۶   | معبد فراته داران                     | مرودشت | شهرستان مرودشت، بخش مرکزی، دهستان کناره، ۵۰۰ م جنوب غربی تخت جمشید                                                             |                                                                | ۱۳۸۴/۰۷/۲۳ | سلوکی                                     |                                      |
| ۱۳۵۰۷   | نقش برجسته عیلامی حاجی‌آباد           | مرودشت | شهرستان مرودشت، بخش مرکزی، روستای حاجی‌آباد، ۳۰۰ م پشت آرامگاه خشایار شاه                                                       |                                                                | ۱۳۸۴/۰۷/۲۳ | عیلامی                                    |                                      |
| ۱۳۵۰۸   | گورهای خمره‌ای نقش رستم               | مرودشت | شهرستان مرودشت، بخش مرکزی، پوزه شمال کوه حسین، بالای محوطه نقش رستم                                                            |                                                                | ۱۳۸۴/۰۷/۲۳ | ساسانی                                    |                                      |
| ۱۳۵۰۹   | سنگ سوراخ (مرودشت)                   | مرودشت | شهرستان مرودشت، بخش مرکزی، بعد از میدان تخت جمشید، ۱۰۰ م کف کاخ                                                                |                                                                | ۱۳۸۴/۰۷/۲۳ | هخامنشی                                   |                                      |
| ۱۳۵۱۰   | چاه سنگی نقش رستم                    | مرودشت | شهرستان مرودشت، بخش مرکزی، دهستان نقش رستم، غرب کوه حسین، بالای محوطه نقش رستم                                                 |                                                                | ۱۳۸۴/۰۷/۲۳ | ساسانی                                    |                                      |
| ۱۳۵۱۱   | آتشدانهای نقش برجسته                 | مرودشت | شهرستان مرودشت، بخش مرکزی، دهستان نقش رستم، ۳۰ م نقش برجسته بهرام دوم                                                          |                                                                | ۱۳۸۴/۰۷/۲۳ | ساسانی                                    |                                      |
| ۱۳۷۴۲   | بقایای چهار طاقی چهار طاق            | مرودشت | شهرستان مرودشت، بخش مرکزی، ۳۰ کیلومتری شرق مرودشت، یک کیلومتری جنوب روستای چهار طاق                                            |                                                                | ۱۳۸۴/۰۸/۲۵ | ساسانی                                    |                                      |
| ۱۴۲۲۶   | اشکفت قدمگاه                         | مرودشت | ایج، یک کیلومتری جاده ایج به طرف درب امامزاده                                                                                  |                                                                | ۱۳۸۴/۱۱/۰۹ | قرن۷ ه. ق                                 |                                      |
| ۱۴۷۲۵   | تل گپ کره تاوی                       | مرودشت | شهرستان مرودشت، بخش سیدان، دهستان رحمت، ۱/۲ کیلومتری شمال روستای کره تاوی                                                      |                                                                | ۱۳۸۴/۱۲/۱۶ | هخامنشی                                   |                                      |
| ۱۴۷۲۷   | قبرستان اسماعیل‌آباد                  | مرودشت | شهرستان مرودشت، بخش مرکزی، دهستان محمدآباد، ۶۰۰ م روستای اسماعیل‌آباد                                                           |                                                                | ۱۳۸۴/۱۲/۱۶ | قاجار ـ پهلوی                             |                                      |
| ۱۴۷۲۸   | پناهگاه صخره‌ای اسماعیل‌آباد یک        | مرودشت | شهرستان مرودشت، بخش مرکزی، دهستان محمدآباد، دو کیلومتری بعد از روستای اسماعیل‌آباد، دامنه کوه رحمت                              |                                                                | ۱۳۸۴/۱۲/۱۶ | پیش از تاریخ                              |                                      |
| ۱۴۷۲۹   | پناهگاه صخره‌ای چهارطاق               | مرودشت | شهرستان مرودشت، بخش مرکزی، دهستان محمداباد، ۵۰۰ م مانده به روستای چهارطاق، دامنه کوه رحمت                                      |                                                                | ۱۳۸۴/۱۲/۱۶ | نوسنگی                                    |                                      |
| ۱۴۷۳۰   | گوردخمه حاجی‌آباد                     | مرودشت | شهرستان مرودشت، بخش مرکزی، دهستان نقش رستم، ۳۰۰ م شمال روستای حاجی‌آباد                                                         |                                                                | ۱۳۸۴/۱۲/۱۶ | ساسانی                                    |                                      |
| ۱۴۷۳۷   | غار سنگ بند دو                       | مرودشت | شهرستان مرودشت، بخش مرکزی، دهستان محمدآباد، روستای چهارطاق، کوه رحمت مشرف بر مزرعه سنگ بند                                     |                                                                | ۱۳۸۴/۱۲/۱۶ | اواخرمیان سنگی و اوایل نوسنگی             |                                      |
| ۱۴۷۴۰   | جایگاه ستایش                         | مرودشت | شهرستان مرودشت، بخش مرکزی، دهستان نقش رستم، بالای آرامگاه اردشیر ا ول                                                          |                                                                | ۱۳۸۴/۱۲/۱۶ | هخامنشی                                   |                                      |
| ۱۴۷۴۱   | پناهگاه صخره‌ای سنگ بند               | مرودشت | شهرستان مرودشت، بخش مرکزی، دهستان محمدآباد، روستای چهار طاق، کوه رحمت مشرف بر مزرعه سنگ بند                                    |                                                                | ۱۳۸۴/۱۲/۱۶ | پیش از تاریخ                              |                                      |
| ۱۴۷۴۷   | گور دخمه معدن سنگ نقش رستم           | مرودشت | شهرستان مروشت، بخش مرکزی، ۵۰۰ م جنوب دهستان نقش رستم، سمت راست راه خاکی بطرف حاجی‌آباد                                          |                                                                | ۱۳۸۴/۱۲/۱۶ | ساسانی                                    |                                      |
| ۱۴۷۴۸   | گور دخمه تخت جمشید                   | مرودشت | شهرستان مرودشت، بخش مرکزی، دهستان کناره، ۲۰۰ م شمال تخت جمشید                                                                  |                                                                | ۱۳۸۴/۱۲/۱۶ | ساسانی                                    |                                      |
| ۱۴۷۵۰   | غار سنگ بند یک                       | مرودشت | شهرستان مرودشت، بخش مرکزی، دهستان محمدآباد، روستای چهار طاق، دامنه کوه رحمت مشرف بر مزرعه سنگ بند                              |                                                                | ۱۳۸۴/۱۲/۱۶ | پیش از تاریخ                              |                                      |
| ۱۴۷۵۳   | قبرستان سید محمد                     | مرودشت | شهرستان مرودشت، بخش مرکزی، دهستان محمدآباد، یک کیلومتری جنوب روستای چهار طاق                                                   |                                                                | ۱۳۸۴/۱۲/۱۶ | صفویه ـ قاجاریه                           |                                      |
| ۱۴۷۵۵   | پناهگاه صخره‌ای اسماعیل‌آباد دو        | مرودشت | شهرستان مرودشت، دهستان محمدآباد، دو ک. م بعد از روستای اسماعیل‌آباد، دامنه کوه رحمت                                             |                                                                | ۱۳۸۴/۱۲/۱۶ | پیش از تاریخ                              |                                      |
| ۱۴۷۵۶   | پناهگاه صخره‌ای تخت جمشید             | مرودشت | شهرستان مرودشت، بخش مرکزی، دهستان کناره، ۳۵۰ م شمال تخت جمشید، دامنه کوه رحمت                                                  |                                                                | ۱۳۸۴/۱۲/۱۶ | پیش از تاریخ                              |                                      |
| ۱۴۷۵۸   | گور سنگی دوقلوی نقش رستم             | مرودشت | شهرستان مرودشت، بخش مرکزی، ۱۰۰ م جنوب نقش رستم، ابتدای راه خاکی بطرف حاجی‌آباد                                                  |                                                                | ۱۳۸۴/۱۲/۱۶ | ساسانی                                    |                                      |
| ۱۴۷۵۹   | تل پهنک کره تاوی                     | مرودشت | شهرستان مرودشت، بخش سیدان، دهستان رحمت، یک کیلومتری شمال غربی روستای کره تاوی                                                  |                                                                | ۱۳۸۴/۱۲/۱۶ | پیش از تاریخ                              |                                      |
| ۱۴۷۶۱   | تپه گاو گاومیشی                      | مرودشت | شهرستان مرودشت، بخش مرکزی، دهستان کناره، ۲۵۰ م شرق گردان ضربت                                                                  |                                                                | ۱۳۸۴/۱۲/۱۶ | هخامنشی                                   |                                      |
| ۱۴۷۷۰   | آتشدان باغ بده                       | مرودشت | شهرستان مرودشت، بخش سیدان، شمال روستای فاروق، باغ بدره                                                                         |                                                                | ۱۳۸۴/۱۲/۱۶ | ساسانی                                    |                                      |
| ۱۴۷۷۱   | قبرستان کره تاوی                     | مرودشت | شهرستان مرودشت، بخش سیدان، دهستان خفرک علیا، ۳۰۰ م غرب روستای کره تاوی                                                         |                                                                | ۱۳۸۴/۱۲/۱۶ | قاجاریه ـ پهلوی                           |                                      |
| ۱۴۷۷۵   | گور سنگی تخت جمشید                   | مرودشت | شهرستان مرودشت، بخش مرکزی، دهستان کناره، ۱۰۰ م شمال تخت جمشید                                                                  |                                                                | ۱۳۸۴/۱۲/۱۶ | ساسانی                                    |                                      |
| ۱۴۷۷۶   | غار تخت جمشید                        | مرودشت | شهرستان مرودشت، بخش مرکزی، دهستان کناره، ۲۰۰ م شمال شرقی تخت جمشید                                                             |                                                                | ۱۳۸۴/۱۲/۱۶ | پیش از تاریخ                              |                                      |
| ۱۴۷۷۷   | تپه صدرآباد جنوبی                    | مرودشت | شهرستان مرودشت، بخش مرکزی، جنوب روستای صدرآباد                                                                                 |                                                                | ۱۳۸۴/۱۲/۱۶ | اسلامی                                    |                                      |
| ۱۵۵۱۱   | تل قنبرقنبرو                         | مرودشت | شهرستان مرودشت، دهستان خفرک علیا، روستای سیوند، ک پاسگاه انتظامی سیوند، بطرف زمین‌های زراعتی                                    |                                                                | ۱۳۸۵/۰۳/۱۷ | قرن ۴ و ۵ هجری، قمری                      |                                      |
| ۱۵۵۱۲   | تل جنگی جلیان                        | مرودشت | شهرستان مرودشت، بخش مرکزی، دهستان کناره، روستای جلیان                                                                          |                                                                | ۱۳۸۵/۰۳/۱۷ | هخامنشی ـ ساسانی                          |                                      |
| ۱۵۵۲۵   | تپه سنگ سوراخ دو                     | مرودشت | شهرستان مرودشت، بخش مرکزی، روستای جلیان، روبروی گردان ضربت، کنار سازه سنگی هخامنشی (سنگ سوراخ)                                 |                                                                | ۱۳۸۵/۰۳/۱۷ | تاریخی ـ اسلامی                           |                                      |
| ۱۵۵۳۰   | تپه سنگ سوراخ یک                     | مرودشت | شهرستان مرودشت، بخش مرکزی، روستای جلیان، روبروی گردان ضربت، ۵۰۰ متری سازه سنگی هخامنشی (سنگ سوراخ)                             |                                                                | ۱۳۸۵/۰۳/۱۷ | تاریخی ـ اسلامی                           |                                      |
| ۱۵۵۵۲   | غار تنگ کردان                        | مرودشت | شهرستان مرودشت، بخش درودزن، دهستان ابرج، کیلومتری ۵ جاده روستای مائین بطرف روستای ده کهنه، سمت راست جاده                       |                                                                | ۱۳۸۵/۰۳/۱۷ | تاریخی                                    |                                      |
| ۱۵۵۵۳   | آسیاب تنگ کردان                      | مرودشت | شهرستان مرودشت، دهستان ابرج، کیلومتری ۵ جاده روستای مائین بطرف روستای ده کهنه، سمت راست جاده                                   |                                                                | ۱۳۸۵/۰۳/۱۷ | صفویه                                     |                                      |
| ۱۵۵۷۴   | قبرستان سیوند                        | مرودشت | شهرستان مرودشت، بخش سیدان، دهستان خفرک علیا، ک پاسگاه انتظامی، روستای سیوند، دامنه کوه قنبر                                    |                                                                | ۱۳۸۵/۰۳/۱۷ | افشاریه ـ قاجاریه                         |                                      |
| ۱۵۵۷۵   | محوطه تنگ کردان                      | مرودشت | شهرستان مرودشت، بخش درودزن، دهستان ابرج، روستای مائین، کیلومتری ۵ جاده مائین بطرف روستای ده کهنه، سمت راست جاده                |                                                                | ۱۳۸۵/۰۳/۱۷ | ساسانیان                                  |                                      |
| ۱۵۵۷۷   | محوطه دره زندان یک                   | مرودشت | شهرستان مرودشت، بخش درودزن، دهستان ابرج، کیلومتری ۵ جاده روستای مائین به طرف روستای ده کهنه، سمت راست جاده                     |                                                                | ۱۳۸۵/۰۳/۱۷ | ساسانیان                                  |                                      |
| ۱۵۵۷۹   | تل زیر حمام                          | مرودشت | شهرستان مرودشت، بخش کامفیروز، دهستان خرم مکان، ۲۰۰ متر بعد از روستای شول                                                       |                                                                | ۱۳۸۵/۰۳/۱۷ | قرون میانه اسلامی                         |                                      |
| ۱۵۵۹۹   | قبرستان قدمگاه                       | مرودشت | شهرستان مرودشت، بخش درودزن، دهستان درودزن، ۱۰۰ متر مانده به دوراهی روستای قصر خلیل                                             |                                                                | ۱۳۸۵/۰۳/۱۷ | قرن ۹ و ۱۰ ه. ق                           |                                      |
| ۱۵۶۲۴   | محوطه دره زندان دو                   | مرودشت | شهرستان مرودشت، بخش درودزن، دهستان ابرج، کیلومتری ۵ جاده روستای معین، بطرف روستای ده کهنه، سمت راست جاده                       |                                                                | ۱۳۸۵/۰۳/۱۷ | ساسانیان                                  |                                      |
| ۱۵۹۹۵   | تل پای دره                           | مرودشت | شهرستان مرودشت، بخش کامفیروز، دهستان خرم مکان، نرسیده به روستای خرم مکان، سمت چپ جاده                                          |                                                                | ۱۳۸۵/۰۵/۲۴ | قرون میانه اسلامی                         |                                      |
| ۱۶۰۰۲   | تل مهراب بیگی                        | مرودشت | شهرستان مرودشت، بخش مرکزی، دهستان کناره، روستای شهرک زراعی                                                                     |                                                                | ۱۳۸۵/۰۶/۲۰ | هخامنشی                                   |                                      |
| ۱۶۰۰۳   | تل شاهرضا                            | مرودشت | شهرستان مرودشت، بخش کامفیروز، دهستان خرم مکان، حاشیه زمین‌های زراعی روستای خرم مکان                                             |                                                                | ۱۳۸۵/۰۶/۲۰ | قرون ۶ تا ۷ ه. ق                          |                                      |
| ۱۶۰۲۴   | تل آقا محمد بیگی                     | مرودشت | شهرستان مرودشت، بخش کامفیروز، غرب روستای خرم مکان، سمت راست جاده آسفالته                                                       |                                                                | ۱۳۸۵/۰۶/۲۰ | قرون میانه اسلامی                         |                                      |
| ۱۶۰۲۵   | کاخ هخامنشی تخت گوهر                 | مرودشت | شهرستان مرودشت، بخش مرکزی، دهستان کناره جنوب شرقی آرامگاه ناتمام تخت گوهر                                                      |                                                                | ۱۳۸۵/۰۶/۲۰ | هخامنشی                                   |                                      |
| ۱۶۰۲۹   | تل بته‌ای                             | مرودشت | شهرستان مرودشت، بخش کامفیروز، جاده کامفیروز به مشهدی بیلو، روبروی جاده خاکی دبیرستان خرم مکان                                  |                                                                | ۱۳۸۵/۰۶/۲۰ | قرون متاخر اسلامی                         |                                      |
| ۱۶۰۳۰   | تل گپ                                | مرودشت | شهرستان مرودشت، بخش درود زن، رامجرد ۲، ۳ کیلومتری جنوب غربی روستای نصرآباد، درمیان زمین‌های کشاورزی                             |                                                                | ۱۳۸۵/۰۶/۲۰ | هزاره چهارم                               |                                      |
| ۱۶۰۳۱   | تل بشی چمن بورکی                     | مرودشت | شهرستان مرودشت، شهرستان درود زن، دهستان رامجرد ۲، در ۱/۷ کیلومتری شمال شرق روستای بورکی                                        |                                                                | ۱۳۸۵/۰۶/۲۰ | هزاره ۵ و ۴ ق‌م                            |                                      |
| ۱۶۰۳۵   | قبرستان امامزاده عقیل                | مرودشت | شهرستان مرودشت، بخش سیدان، دهستان خفرک علیا، روستای سیوند، سمت چپ جاده شیراز به اصفهان                                         |                                                                | ۱۳۸۵/۰۶/۲۰ | صفویه ـ زندیه ـ قاجاریه                   |                                      |
| ۱۶۰۴۷   | استودان یا گوردخمه قصر خلیل          | مرودشت | شهرستان مرودشت، بخش درود زن، دهستان درود زن، یک کیلومتری شمال روستای قصر خلیل                                                  |                                                                | ۱۳۸۵/۰۶/۲۰ | هخامنشی                                   |                                      |
| ۱۶۰۴۹   | تل نوسنجان                           | مرودشت | شهرستان مرودشت، بخش درود زن، دهستان رامجرد ۲، ۴ کیلومتری شمال روستای نوسنجان، بین زمین‌های کشاورزی                              |                                                                | ۱۳۸۵/۰۶/۲۰ | هزاره ۴ ق‌م تا دوره هخامنشی                |                                      |
| ۱۶۰۵۲   | قبرستان گود زرشک                     | مرودشت | شهرستان مرودشت، بخش مرکزی، دهستان مجدآباد، دامنه کوه گندشلو، ۵۰ م روستای گود زرشک                                              |                                                                | ۱۳۸۵/۰۶/۲۰ | قاجاریه                                   |                                      |
| ۱۶۰۷۰   | تل کوش                               | مرودشت | شهرستان مرودشت، بخش درود زن، دهستان رامجرد ۲، ۳ کیلومتری جنوب روستای ابراهیم‌آباد، میان اراضی کشاورزی                           |                                                                | ۱۳۸۵/۰۶/۲۰ | هزاره ۴ ق‌م                                |                                      |
| ۱۶۰۷۱   | تل گرد                               | مرودشت | شهرستان مرودشت، بخش درودزن، دهستان رامجرد ۲، دو کیلومتری روستای ملک‌آباد                                                        | ۳۰°۴۸′شمالی ۵۲°۱۸′شرقی / ۳۰٫۸°شمالی ۵۲٫۳°شرقی                  | ۱۳۸۵/۰۶/۲۰ | هزاره ۵و ۴ ق‌م                             |                                      |
| ۱۶۰۷۲   | کاروان‌سرای مائین                     | مرودشت | شهرستان مرودشت، بخش درودزن، دهستان ابرج، ۳۰۰ م شمال غربی روستای مائین                                                          |                                                                | ۱۳۸۵/۰۶/۲۰ | صفویه                                     |                                      |
| ۱۶۰۷۸   | تل تیر                               | مرودشت | شهرستان مرودشت، بخش مرکزی، دهستان کناره، روستای فیروزی                                                                         |                                                                | ۱۳۸۵/۰۶/۲۰ | هخامنشی                                   |                                      |
| ۱۶۰۷۹   | محوطه سنگ سفید                       | مرودشت | شهرستان مرودشت، بخش مرکزی، دهستان کناره، شرق روستای فیروزی                                                                     |                                                                | ۱۳۸۵/۰۶/۲۰ | هخامنشی                                   |                                      |
| ۱۶۰۸۰   | تل سنگی                              | مرودشت | شهرستان مرودشت، بخش کامفیروز، نرسیده به روستای مشهدی پیلو، سمت راست جاده، جنب زمین زراعتی حاج عیا بخت پور                      |                                                                | ۱۳۸۵/۰۶/۲۰ | قرون میانه اسلامی                         |                                      |
| ۱۶۰۸۵   | محوطه باغ فیروزی                     | مرودشت | شهرستان مرودشت، بخش مرکزی، دهستان کناره، شرق روستای فیروزی                                                                     |                                                                | ۱۳۸۵/۰۶/۲۰ | هخامنشی                                   |                                      |
| ۱۶۰۸۶   | برد بریده                            | مرودشت | شهرستان مرودشت، بخش مرکزی، دهستان ابرج، ۲۰ کیلومتری شمال غرب روستای شهرک                                                       |                                                                | ۱۳۸۵/۰۶/۲۰ | هخامنشی                                   |                                      |
| ۱۶۰۸۸   | تل جویی                              | مرودشت | شهرستان مرودشت، بخش کامفیروز، دهستان خرم مکان، نرسیده به دوراهی روستای خرم مکان، سمت راست جاده                                 |                                                                | ۱۳۸۵/۰۶/۲۰ | قرون متاخر اسلامی                         |                                      |
| ۱۶۰۹۱   | تل‌سیاه                               | مرودشت | شهرستان مرودشت، بخش مرکزی، دهستان رامجرد، دو کیلومتری روستای شهرک طالقانی                                                      |                                                                | ۱۳۸۵/۰۶/۲۰ | هزاره ۴و ۳ ق‌م                             |                                      |
| ۱۶۱۰۷   | تل کفتری                             | مرودشت | شهرستان مرودشت، بخش درود زن، دهستان رامجرد ۲، یک کیلومتری شمال شرق روستای ملک‌آباد، میان زمین‌های کشاورزی                        |                                                                | ۱۳۸۵/۰۶/۲۰ | هزاره ۴ و ۳ق‌م                             |                                      |
| ۱۶۱۱۰   | محوطه درگاه هخامنشی                  | مرودشت | شهرستان مرودشت، بخش مرکزی، دهستان کناره، ۱/۵ کیلومتری شرق روستای فیروزی                                                        |                                                                | ۱۳۸۵/۰۶/۲۰ | هخامنشی                                   |                                      |
| ۱۶۱۱۱   | محوطه تل ریگی                        | مرودشت | شهرستان مرودشت، بخش مرکزی، دهستان کناره، شرق روستای فیروزی                                                                     |                                                                | ۱۳۸۵/۰۶/۲۰ | هخامنشی                                   |                                      |
| ۱۶۱۱۳   | بقایای پل نو                         | مرودشت | شهرستان مرودشت، بخش مرکزی، دهستان رامجرد ۱، ۳ کیلومتری روستای شهرک طالقانی                                                     |                                                                | ۱۳۸۵/۰۶/۲۰ | صفویه                                     |                                      |
| ۱۶۱۲۵   | تل سید محمد                          | مرودشت | شهرستان مرودشت، بخش مرکزی، دهستان رامجرد ۱، ۳ کیلومتری جنوبغرب روستای شرکت خارا                                                |                                                                | ۱۳۸۵/۰۶/۲۰ | ایلامی ـ قرون متاخر اسلامی                |                                      |
| ۱۶۱۲۶   | تل زیارتی ب                          | مرودشت | شهرستان مرودشت، بخش درود زن، دهستان رامجرد ۲، ۱/۵ کیلومتری جنوب روستای حسین‌آباد قرق                                            |                                                                | ۱۳۸۵/۰۶/۲۰ | هزاره ۴ ق‌م                                |                                      |
| ۱۶۱۳۴   | قبرستان گلدشت علیا                   | مرودشت | شهرستان مرودشت، بخش مرکزی، دهستان مجدآباد، شمال روستای گلدشت علیا                                                              |                                                                | ۱۳۸۵/۰۶/۲۰ | صفویه ـ قاجاریه                           |                                      |
| ۱۶۱۳۵   | قبرستان خرم مکان                     | مرودشت | شهرستان مرودشت، بخش کامفیروز، دهستان خرم مکان، جاده کامفیروز به روستای مشهدی بیلو، نرسیده به دوراهی خرم مکان، سمت چپ جاده      |                                                                | ۱۳۸۵/۰۶/۲۰ | قاجاریه                                   |                                      |
| ۱۶۱۳۸   | استودان (قبر سنگی زرگران)            | مرودشت | شهرستان مرودشت، بخش مرکزی، دهستان رامجرد ۱، ۱/۵ کیلومتری شمال غرب روستای زرگران، دامنه کوه ایوب                                |                                                                | ۱۳۸۵/۰۶/۲۰ | ساسانی                                    |                                      |
| ۱۶۱۵۰   | تل معصوم‌آباد                         | مرودشت | شهرستان مرودشت، بخش درودزن، دهستان ابرج، ۳۰۰ م روستای معصوم‌آباد                                                                |                                                                | ۱۳۸۵/۰۶/۲۰ | اواخر هزاره ۳ ق‌م                          |                                      |
| ۱۶۱۵۱   | قبرستان لیرمنجان                     | مرودشت | شهرستان مرودشت، بخش کامفیروز، دهستان خرم مکان، شرق روستای لیرمنجان                                                             |                                                                | ۱۳۸۵/۰۶/۲۰ | قاجاریه                                   |                                      |
| ۱۶۱۶۰   | استودان گل مکان                      | مرودشت | شهرستان مرودشت، بخش درود زن، دهستان ابرج، شمال غرب روستای گل مکان علیا                                                         |                                                                | ۱۳۸۵/۰۶/۲۰ | هخامنشی                                   |                                      |
| ۱۷۲۴۳   | تل مکانیزه                           | مرودشت | شهرستان مرودشت، بخش کامفیروز، دهستان کامفیروز جنوبی، دوراهی روستای عباس‌آباد، ابتدای زمین‌های کشاورزی آقای محمود حدادی           |                                                                | ۱۳۸۵/۱۱/۲۳ | قرون اولیه اسلامی                         |                                      |
| ۱۷۲۵۶   | تل گودزرشک                           | مرودشت | شهرستان مرودشت، بخش مرکزی، دهستان مجد آباد، ۵۰ م غرب روستای گود زرشک                                                           |                                                                | ۱۳۸۵/۱۱/۲۳ | قرون اولیه اسلامی                         |                                      |
| ۱۷۲۵۸   | گورستان چشمه تخت جمشید               | مرودشت | شهرستان مرودشت، بخش مرکزی، دهستان کناره، یک کیلومتری شمال تخت جمشید، کنار راه نقش رستم                                         |                                                                | ۱۳۸۵/۱۱/۲۳ | اواخر هخامنشی                             |                                      |
| ۱۷۲۶۱   | تل تاگی                              | مرودشت | شهرستان مرودشت، بخش کامفیروز، دهستان خرم مکان، بین زمین‌های زراعتی روستای عباس‌آباد                                              |                                                                | ۱۳۸۵/۱۱/۲۳ | قرون ۶ و ۷ ه. ق                           |                                      |
| ۱۷۲۶۲   | تل زیارتی الف حسین‌آباد قرق           | مرودشت | شهرستان مرودشت، بخش درودزن، دهستان رامجرد ۲، ۱/۵ کیلومتری جنوب روستای حسین‌آباد قرق                                             |                                                                | ۱۳۸۵/۱۱/۲۳ | اواخر هزاره سوم قبل از میلاد              |                                      |
| ۱۷۲۷۵   | تل صفر علی                           | مرودشت | شهرستان مرودشت، بخش کامفیروز، دهستان خرم مکان، شمال غرب روستای مشهدی بیلو                                                      |                                                                | ۱۳۸۵/۱۱/۲۳ | قرون متاخر اسلامی                         |                                      |
| ۲۰۷۸۳   | تل جلوگیر                            | مرودشت | شهرستان مرودشت، بخش درودزن، دهستان ابرج، ۴ کیلومتری جنوب شرق روستای سعادت آباد                                                 |                                                                | ۱۳۸۶/۱۱/۳۰ | ساسانی                                    |                                      |
| ۲۰۷۹۱   | محوطه تنگ تور                        | مرودشت | شهرستان مرودشت، بخش مرکزی، دهستان رودبال، ۴۰۰ م شرق روستای حسین‌آباد باصری                                                      |                                                                | ۱۳۸۶/۱۱/۳۰ | قرون اولیه اسلامی                         |                                      |
| ۲۰۷۹۲   | محوطه قلعه شکسته                     | مرودشت | شهرستان مرودشت، بخش مرکزی، دهستان رودبال، شمال روستای معصوم‌آباد، ارتفاع ۴۸۰ م شرق کوه گزین (شکسته)                             |                                                                | ۱۳۸۶/۱۱/۳۰ | ساسانی                                    |                                      |
| ۲۰۷۹۳   | تل حسین‌آباد باصری ۱                  | مرودشت | شهرستان مرودشت، بخش مرکزی، دهستان رودبال، غرب روستای حسین‌آباد باصری                                                            |                                                                | ۱۳۸۶/۱۱/۳۰ | هزاره ۳ ق‌م ـ قرون میانه اسلامی            |                                      |
| ۲۰۷۹۴   | استودان‌های کوشکک                     | مرودشت | شهرستان مرودشت، بخش دوردزن، دهستان رامجرد ۲، یک کیلومتری شمال غرب روستای کوشکک، کنار جاده آسفالته بر دامنه کوه                 |                                                                | ۱۳۸۶/۱۱/۳۰ | ساسانی                                    |                                      |
| ۲۰۷۹۵   | غار معصوم‌آباد                        | مرودشت | شهرستان مروشت، بخش مرکز ی، دهستان رودبال، شمال روستای معصوم‌آباد، ارتفاع ۴۳۰ م جنوب شرقی کوه گزین (شکسته)                       |                                                                | ۱۳۸۶/۱۱/۳۰ | ساسانی                                    |                                      |
| ۲۰۷۹۶   | دیوار دفاعی تنگ تیره باغ             | مرودشت | شهرستان مرودشت، بخش درود زن، دهستان ابرج، بین روستای تیره باغ و امامزاده اسماعیل                                               |                                                                | ۱۳۸۶/۱۱/۳۰ | قاجاریه                                   |                                      |
| ۲۰۷۹۷   | تل دره شیرمرد                        | مرودشت | شهرستان مرودشت، بخش کامفیروز، دهستان کامفیروز شمالی، ۴ کیلومتری شرق روستای قلعه نو، مسیر جاده آسفالته درودزن به کامفیروز شمالی |                                                                | ۱۳۸۶/۱۱/۳۰ | اواخر ساسانی ـ اوایل اسلامی               |                                      |
| ۲۰۷۹۸   | تپه منصورآباد                        | مرودشت | شهرستان مرودشت، بخش کامفیروز، دهستان کامفیروز جنوبی، ۳۰۰ م شمال روستای منصورآباد                                               |                                                                | ۱۳۸۶/۱۱/۳۰ | هزاره ۳ ق‌م                                | تپه منصورآباد                        |
| ۲۰۷۹۹   | تل منصورآباد رامجرد                  | مرودشت | شهرستان مرودشت، بخش مرکزی، دهستان رامجرد ۱، ۱۰۰ م شمال روستای منصورآباد                                                        |                                                                | ۱۳۸۶/۱۱/۳۰ | هزاره ۴ ق‌م ـ قرون متاخر اسلامی            |                                      |
| ۲۰۸۰۱   | تل علی‌آباد (بی مور)                  | مرودشت | شهرستان مرودشت، بخش کامفیروز، دهستان کامفیروز جنوبی، ۲/۵ کیلومتری شمال غربی روستای علی آباد علیا (بی مور)                      |                                                                | ۱۳۸۶/۱۱/۳۰ | هزاره ۴ و ۵ ق‌م                            | تل علی‌آباد (بی مور)                  |
| ۲۰۸۱۶   | گورستان قراگزلو                      | مرودشت | شهرستان مرودشت، بخش مرکزی، دهستان رامجرد ۱، ۲۰۰ م شمال غربی دانشگاه علوم تحقیقاتی و فناوری دامنه شرقی کوه ایوب                 |                                                                | ۱۳۸۶/۱۱/۳۰ | قرون ۱۳ و ۱۴ ق                            |                                      |
| ۲۰۸۱۷   | دو تپه او شعبانی                     | مرودشت | شهرستان مرودشت، بخش مرکزی، دهستان رودبال، یک کم غرب روستای اوشعبانی                                                            |                                                                | ۱۳۸۶/۱۱/۳۰ | قرون اولیه اسلامی                         |                                      |
| ۲۰۸۱۸   | دیوار سنگی اوشعبانی                  | مرودشت | شهرستان مرودشت، بخش مرکزی، دهستان رودبال، روستای اوشعبانی                                                                      |                                                                | ۱۳۸۶/۱۱/۳۰ | ساسانی                                    |                                      |
| ۲۰۸۱۹   | تل گرگی روستای خواجه                 | مرودشت | شهرستان مروشت، بخش کامفیروز، دهستان خرم مکان، ۵۰۰ م شرق روستای خواجه                                                           |                                                                | ۱۳۸۶/۱۱/۳۰ | هزاره ۳ و ۴ ق‌م                            |                                      |
| ۲۰۸۲۰   | تل پل فلزی                           | مرودشت | شهرستان مرودشت، بخش کامفیروز، دهستان کامفیروز جنوبی، ۳/۵ کیلومتری روستای علی آباد علیا (بی مور)                                |                                                                | ۱۳۸۶/۱۱/۳۰ | هزاره ۳ ق‌م                                | تل پل فلزی                           |
| ۲۰۸۲۱   | تل گورستان شایجان                    | مرودشت | شهرستان مرودشت، بخش درودزن، دهستان رامجرد ۲، ۷۰۰ م روستای شایجان ۱                                                             |                                                                | ۱۳۸۶/۱۱/۳۰ | هخامنشی ـ قرون میانه اسلامی               |                                      |
| ۲۰۸۲۲   | تل قلعه چغا                          | مرودشت | شهرستان مرودشت، بخش کامفیروز، دهستان کامفیروز جنوبی، ۲/۵ کیلومتری شمال شرقی روستای چغا                                         | ۳۰°شمالی ۵۲°شرقی / ۳۰°شمالی ۵۲°شرقی                            | ۱۳۸۶/۱۱/۳۰ | قرون اولیه اسلامی                         |                                      |
| ۲۰۸۲۳   | قلعه استخر                           | مرودشت | شهرستان مرودشت، بخش درودزن، دهستان ابرج، جنوب روستای بنی یکه                                                                   |                                                                | ۱۳۸۶/۱۱/۳۰ | ساسانی ـ قرون اولیه اسلامی                |                                      |
| ۲۰۸۲۴   | آسیاب گرمه‌آباد                       | مرودشت | شهرستان مرودشت، بخش مرکزی، دهستان رودبال، روستای گرمه آباد، شمال امامزاده سید علی                                              |                                                                | ۱۳۸۶/۱۱/۳۰ | قرون متاخر اسلامی                         |                                      |
| ۲۰۸۲۵   | کتیبه ناصری                          | مرودشت | شهرستان مرودشت، بخش مرکزی، دهستان رودبال، روستای حسن‌آباد سرطویله، ۲۰ متری غرب امامزاده رجبعلی                                  |                                                                | ۱۳۸۶/۱۱/۳۰ | قاجاریه                                   |                                      |
| ۲۰۸۲۶   | غار حسین‌آباد سرطویله                 | مرودشت | شهرستان مرودشت، بخش مرکزی، دهستان رودبال، شمال غرب روستای حسین‌آباد سرطویله، کنار جاده آسفالته                                  |                                                                | ۱۳۸۶/۱۱/۳۰ | میان سنگی                                 |                                      |
| ۲۰۸۲۷   | تل قلعه کجی                          | مرودشت | شهرستان مرودشت، بخش درودزن، دهستان ابرج، جنوب روستای‌هاشم‌آباد، حاشیه شرقی رودکر                                                 |                                                                | ۱۳۸۶/۱۱/۳۰ | هزاره ۴ ق‌م                                |                                      |
| ۲۰۸۲۸   | محوطه چشمه اناری                     | مرودشت | شهرستان مرودشت، بخش مرکزی، دهستان رودبال، دو کیلومتری جنوب روستای میان قلعه                                                    |                                                                | ۱۳۸۶/۱۱/۳۰ | قرون میانه اسلامی                         |                                      |
| ۲۰۸۷۲   | محوطه ماره‌ای (مهره‌ای)                | مرودشت | شهرستان مرودشت، بخش مرکزی، دهستان رامجرد ۱، ۳/۵ کیلومتری شمال روستای شهرک طالقانی (پل نو)                                      |                                                                | ۱۳۸۶/۱۱/۳۰ | اسلامی                                    |                                      |
| ۲۰۸۸۴   | تل رامجردی                           | مرودشت | شهرستان مرودشت، بخش درودزن، دهستان رامجرد ۲، ۵۰۰ م شمال روستای رامجردی                                                         |                                                                | ۱۳۸۶/۱۱/۳۰ | قرون میانه اسلامی                         |                                      |
| ۲۰۸۸۵   | تل علی‌آباد سفلی                      | مرودشت | شهرستان مرودشت، بخش کامفیروز، دهستان کامفیروز جنوبی، جنوب روستای علی‌آباد سفلی                                                  |                                                                | ۱۳۸۶/۱۱/۳۰ | قرون اولیه اسلامی                         | تل علی‌آباد سفلی                      |
| ۲۰۸۸۶   | تل ده دامچه                          | مرودشت | شهرستان مرودشت، بخش کامفیروز، دهستان کامفیروز شمالی، روستای ده دامچه                                                           |                                                                | ۱۳۸۶/۱۱/۳۰ | هزاره ۵ و ۴ ق‌م                            |                                      |
| ۲۰۸۸۷   | بند و بست گرم‌آباد                    | مرودشت | شهرستان مرودشت، بخش مرکزی، دهستان رودبال، یک کیلومتری جنوب روستای گرم آباد                                                     |                                                                | ۱۳۸۶/۱۱/۳۰ | ساسانی                                    |                                      |
| ۲۰۸۹۰   | استودان میان قلعه                    | مرودشت | شهرستان مرودشت، بخش مرکزی، دهستان رودبال، دو کیلومتری جنوب روستای میان قلعه دامنه غربی، کوه قلعه شکسته (گزین)                  |                                                                | ۱۳۸۶/۱۱/۳۰ | ساسانی                                    |                                      |
| ۲۰۸۹۱   | محوطه قلعه امامزاده سید علی          | مرودشت | شهرستان مرودشت، بخش مرکزی، دهستان رودبال، شمال غربی روستای گرم آباد                                                            |                                                                | ۱۳۸۶/۱۱/۳۰ | قرون اولیه اسلامی                         |                                      |
| ۲۰۸۹۲   | تل‌سیاه                               | مرودشت | شهرستان مرودشت، بخش مرکزی، دهستان کناره، یک کیلومتری جنوب روستای دهبید                                                         |                                                                | ۱۳۸۶/۱۱/۳۰ | قرون اولیه اسلامی                         |                                      |
| ۲۰۸۹۳   | پل سیوند                             | مرودشت | شهرسان مرودشت، بخش سیدان، دهستان خفرک علیا، روستای سیوند، حاشیه رودخانه پلوار                                                  |                                                                | ۱۳۸۶/۱۱/۳۰ | ساسانی                                    |                                      |
| ۲۰۸۹۴   | تل جان بیگی                          | مرودشت | شهرستان مرودشت، بخش مرکزی، دهستان نقش رستم، روستای حاجی‌آباد، بین شهر استخر و خندق آن تا رودخانه پلوار و کارخانه رب گوجه فرنگی  |                                                                | ۱۳۸۶/۱۱/۳۰ | قرون اولیه اسلامی                         |                                      |
| ۲۰۸۹۵   | تل کجوری                             | مرودشت | شهرستان مرودشت، بخش مرکزی، دهستان کناره، روستای رشمیجان، جاده رشمیجان به مرودشت                                                |                                                                | ۱۳۸۶/۱۱/۳۰ | ساسانی                                    |                                      |
| ۲۰۸۹۶   | تل خرچران حسن‌آباد                    | مرودشت | شهرستان مرودشت، بخش مرکزی، دهستان رامجرد ۱، ۱/۵ کیلومتری شمال غربی روستای حسن‌آباد                                              |                                                                | ۱۳۸۶/۱۱/۳۰ | هزاره ۴ و ۳ ق‌م                            |                                      |
| ۲۰۹۱۳   | تل حاجی بابا                         | مرودشت | شهرستان مرودشت، بخش مرکزی، دهستان محمدآباد، ۴ کیلومتری شمال شرقی روستای محمدآباد، دامنه کوه رحمت، کنار جاده مرودشت به عزآباد   |                                                                | ۱۳۸۶/۱۱/۳۰ | هخامنشی ـ قرون اولیه اسلامی               |                                      |
| ۲۰۹۱۴   | تل سلطانی                            | مرودشت | شهرستان مرودشت، بخش مرکزی، دهستان نقش رستم، بعد از روستای امیدیه، سمت چپ جاده                                                  |                                                                | ۱۳۸۶/۱۱/۳۰ | ساسانی                                    |                                      |
| ۲۰۹۱۵   | تل سفیدی محمدآباد                    | مرودشت | شهرستان مرودشت، بخش مرکزی، دهستان محمدآباد، ۳ کم جنوب غربی روستای محمدآباد، حاشیه زمین‌های کشاورزی آقای فضل اله پورجم           |                                                                | ۱۳۸۶/۱۱/۳۰ | هخامنشی                                   |                                      |
| ۲۰۹۱۶   | تل رشمیجان                           | مرودشت | شهرستان مرودشت، بخش مرکزی، دهستان کناره، شمال غرب روستای رشمیجان به طرف روستای کوشک                                            |                                                                | ۱۳۸۶/۱۱/۳۰ | هخامنشی                                   |                                      |
| ۲۰۹۱۷   | تل حاجی‌آباد ۱                        | مرودشت | شهرستان مرودشت، بخش مرکزی، دهستان نقش رستم، جنوب غربی روستای حاجی‌آباد                                                          |                                                                | ۱۳۸۶/۱۱/۳۰ | قرون اولیه اسلامی                         |                                      |
| ۲۰۹۱۸   | تل فتح‌آبادی                          | مرودشت | شهرستان مرودشت، بخش مرکزی، دهستان رودبال، ۱/۵ کیلومتری غرب روستای خالد آباد علیا                                               |                                                                | ۱۳۸۶/۱۱/۳۰ | ساسانی                                    |                                      |
| ۲۰۹۱۹   | تل حسین‌آباد                          | مرودشت | شهرستان مرودشت، بخش مرکزی، دهستان نقش رستم، جنوب روستای حسین‌آباد                                                               |                                                                | ۱۳۸۶/۱۱/۳۰ | قرون اولیه اسلامی ـ قاجاریه               |                                      |
| ۲۰۹۲۰   | تل گپ                                | مرودشت | شهرستان مرودشت، بخش مرکزی، دهستان نقش رستم، روستای زنگی آباد، ۵۰۰ م شمال غربی امامزاده بی بی بانو                              |                                                                | ۱۳۸۶/۱۱/۳۰ | هزاره ۳ و ۴ ق‌م                            |                                      |
| ۲۰۹۲۱   | تل زمین قاسمی                        | مرودشت | شهرستان مرودشت، بخش مرکزی، دهستان رودبال، روستای علیا خالد آباد                                                                |                                                                | ۱۳۸۶/۱۱/۳۰ | ساسانی                                    |                                      |
| ۲۰۹۲۲   | تل روباهی                            | مرودشت | شهرستان مرودشت، بخش مرکزی، دهستان کناره، ۵۰۰ م شرق روستای فیروزی                                                               |                                                                | ۱۳۸۶/۱۱/۳۰ | هخامنشی                                   |                                      |
| ۲۰۹۲۳   | گورستان حفره سنگی استخر              | مرودشت | شهرستان مرودشت، بخش مرکزی، دهستان نقش رستم، روستای حاجی‌آباد، کنار دو راهی ارسنجان                                              |                                                                | ۱۳۸۶/۱۱/۳۰ | ساسانی                                    |                                      |
| ۲۰۹۲۴   | پل استخر                             | مرودشت | شهرستان مرودشت، بخش مرکزی، دهستان نقش رستم، روستای حاجی‌آباد، ۱۰۰ م جنوب غرب شهر استخر                                          |                                                                | ۱۳۸۶/۱۱/۳۰ | ساسانی                                    |                                      |
| ۲۰۹۴۴   | غار پمپاژ                            | مرودشت | شهرستان مرودشت، بخش درودزن، دهستان رامجرد (۲)، غرب روستای فتح‌آباد، ۳۰۰ م سازمان آب رسانی فارسپمپاژ شماره ۱                     |                                                                | ۱۳۸۶/۱۱/۳۰ | فرا پارینه سنگی                           |                                      |
| ۲۰۹۴۵   | گورستان جرمابغ                       | مرودشت | شهرستان مرودشت، بخش مرکزی، دهستان رودبال، ۳۰۰ م شمال روستای گرم آباد، جنب امامزاده سید علی                                     |                                                                | ۱۳۸۶/۱۱/۳۰ | قاجاریه                                   |                                      |
| ۲۰۹۴۶   | پل بید گل                            | مرودشت | شهرستان مرودشت، بخش درودزن، دهستان ابرج، جنوب روستای بیدگل                                                                     |                                                                | ۱۳۸۶/۱۱/۳۰ | صفویه                                     |                                      |
| ۲۰۹۴۷   | تل کافریالی دولت‌آباد                 | مرودشت | شهرستان مرودشت، بخش مرکزی، دهستان رامجرد ۱، شرق روستای دولت‌آباد، کنار جاده سد درودزن                                           |                                                                | ۱۳۸۶/۱۱/۳۰ | قرون میانه اسلامی                         |                                      |
| ۲۰۹۴۸   | حمام حسین‌آباد نقش رستم               | مرودشت | شهرستان مرودشت، بخش مرکزی، دهستان نقش رستم، روستای حسین‌آباد                                                                    |                                                                | ۱۳۸۶/۱۱/۳۰ | اواخر دوره تیموری                         |                                      |
| ۲۰۹۴۹   | گوردخمه گرم‌آباد                      | مرودشت | شهرستان مرودشت، بخش مرکزی، دهستان رودبال، شرق روستای گرم آباد، محله بنیاد                                                      |                                                                | ۱۳۸۶/۱۱/۳۰ | ساسانی                                    |                                      |
| ۲۰۹۵۰   | استودان‌های خلف طاهونه                | مرودشت | شهرستان مرودشت، بخش مرکزی، دهستان نقش رستم، دامنه غربی کوه                                                                     |                                                                | ۱۳۸۶/۱۱/۳۰ | ساسانی                                    |                                      |
| ۲۰۹۵۱   | تل پیر صافی                          | مرودشت | شهرستان مرودشت، بخش درودزن، دهستان رامجرد ۲، ۳ ک. م جنوب روستای نصرآباد                                                        |                                                                | ۱۳۸۶/۱۱/۳۰ | ساسانی                                    |                                      |
| ۲۰۹۵۲   | تپه پیرشمس الدین                     | مرودشت | شهرستان مرودشت، بخش درودزن، دهستان رامجرد ۲، ۱/۵ کیلومتری غرب روستای ابراهیم‌آباد، ۱۰۰ م امامزاده پیر شمس الدین                 |                                                                | ۱۳۸۶/۱۱/۳۰ | هزاره ۳ ق‌م ـ ساسانی ـ قرون اولیه اسلامی   |                                      |
| ۲۰۹۵۳   | گورستان مالک ابراهیم ده کهنه         | مرودشت | شهرستان مرودشت، بخش کامفیروز، دهستان کامفیروز شمالی، غرب روستای ده کهنه                                                        |                                                                | ۱۳۸۶/۱۱/۳۰ | صفویه                                     |                                      |
| ۲۰۹۵۴   | تل خریگون                            | مرودشت | شهرستان مرودشت، بخش درودزن، دهستان درودزن، یک کیلومتری شمال غرب روستای گلیجان                                                  |                                                                | ۱۳۸۶/۱۱/۳۰ | هزاره ۵ تا ۳ ق. م                         |                                      |
| ۲۳۳۶۰   | پناهگاه صخره‌ای تنگ زندان             | مرودشت | شهرستان مرودشت، بخش مرکزی، دهستان محمدآباد، ۵۰۰ م جنوب شرقی روستای محمدآباد                                                    |                                                                | ۱۳۸۷/۰۶/۱۸ | هخامنشی                                   |                                      |
| ۲۳۴۱۰   | سنگ‌نوشته پهلوی قلعه استخر            | مرودشت | شهرستان مرودشت، بخش درودزن، دهستان ابرج، روستای بنی یکه، سطح شمال شرقی کوه استخر                                               |                                                                | ۱۳۸۷/۰۶/۱۸ | ساسانی                                    |                                      |
| ۲۳۴۲۰   | گورستان قدیمی مرودشت                 | مرودشت | شهر مرودشت، خیابان منتهی به گلزار شهدای شهر، گورستان قدیمی شهر                                                                 |                                                                | ۱۳۸۷/۰۶/۱۸ | قرون متاخر اسلامی                         |                                      |
| ۲۳۴۲۱   | تل سرمست (حلقه‌ای)                    | مرودشت | شهرستان مرودشت، بخش مرکزی، دهستان محمدآباد، دو کیلومتری جنوب روستای رشمیجان، میان اراضی کشاورزی                                |                                                                | ۱۳۸۷/۰۶/۱۸ | هخامنشی                                   |                                      |
| ۲۳۴۲۳   | محوطه آرامگاه صخره‌ای فالونک          | مرودشت | شهرستان مرودشت، بخش مرکزی، دهستان رامجردیک، ۲۰۰ م شمال روستای فالونک                                                           |                                                                | ۱۳۸۷/۰۶/۱۸ | هخامنشی                                   |                                      |
| ۲۳۴۲۴   | غار حیدر                             | مرودشت | شهرستان مرودشت، بخش مرکزی، دهستان نقش رستم، دو کیلومتری غرب روستای حاجی‌آباد، دامنه کوه حسین                                    |                                                                | ۱۳۸۷/۰۶/۱۸ | فرا پارینه سنگی                           |                                      |
| ۲۳۴۲۵   | تل سیدی تاج‌آباد                      | مرودشت | شهرستان مرودشت، بخش مرکزی، دهستان محمدآباد، یک کیلومتری جنوب غرب روستای تاج آباد                                               |                                                                | ۱۳۸۷/۰۶/۱۸ | هزاره ۵ و ۶ ق‌م                            |                                      |
| ۲۳۴۲۶   | گورستان معین                         | مرودشت | شهرستان مرودشت، بخش درودزن، دهستان ابرج، ۲۰۰ م شرق روستای معین                                                                 |                                                                | ۱۳۸۷/۰۶/۱۸ | قرون متاخر اسلامی                         |                                      |
| ۲۳۴۲۷   | تل پا رجاءآباد                       | مرودشت | شهرستان مرودشت، بخش مرکزی، دهستان محمدآباد، یک کیلومتری جنوب شرقی روستای رشمیجان، در میان اراضی کشاورزی                        |                                                                | ۱۳۸۷/۰۶/۱۸ | هخامنشی                                   |                                      |
| ۲۳۴۲۸   | دیوار کوه رحمت                       | مرودشت | شهرستان مرودشت، بخش مرکزی، دهستان کناره، ارتفاعات شمال غربی کوه رحمت                                                           |                                                                | ۱۳۸۷/۰۶/۱۸ | هخامنشی                                   |                                      |
| ۲۳۴۲۹   | چاه‌های سنگی کوه رحمت                 | مرودشت | شهرستان مرودشت، بخش مرکزی، دهستان کناره، ارتفاعات حاشیه باختری پوزه شمالی غربی کوه رحمت                                        |                                                                | ۱۳۸۷/۰۶/۱۸ | هخامنشی                                   |                                      |
| ۲۳۴۳۱   | جوی جلوگیر                           | مرودشت | شهرستان مرودشت، بخش درودزن، دهستان ابرج، ۴ کیلومتری جنوب شرق روستای سعادت آباد                                                 |                                                                | ۱۳۸۷/۰۶/۱۸ | ساسانی                                    |                                      |
| ۲۳۴۳۲   | استودان جلوگیر۱                      | مرودشت | شهرستان مرودشت، بخش درودزن، دهستان ابرج، ۴ کیلومتری جنوب شرق روستای سعادت آباد                                                 |                                                                | ۱۳۸۷/۰۶/۱۸ | ساسانی                                    |                                      |
| ۲۳۴۴۵   | قلعه معین                            | مرودشت | شهرستان مرودشت، بخش درودزن، دهستان ابرج، ۲۰۰ م شمال روستای معین، بر روی پوزه کوه                                               |                                                                | ۱۳۸۷/۰۶/۱۸ | ساسانی                                    |                                      |
| ۲۴۷۹۳   | تل میان رود                          | مرودشت | شهرستان مرودشت، بخش مرکزی، دهستان ابرج، ۵۰۰ م غرب روستای میانرود                                                               |                                                                | ۱۳۸۷/۱۱/۲۷ | پهلوی                                     |                                      |